# Узаврели град
Узаврели град је југословенски филм из 1961. године који је добио награду Златна арена.
Филм је премијерно приказан на Пулском фестивалу.

## Радња
У годинама након Другог светског рата југословенско руководство настоји да изведе брзу индустријализацију земље.
Радња је смештена у Зеницу, 50-их и приказује изградњу тамошњих челичана, те како је она довела до нагле трансформације провинцијског босанског градића у велики и модерни град.
Сељаци и њихове породице, инжењери, техничари, криминалци и проститутке стекли су се на изградњи индустријских постројења у Зеници. Осећајући добро све жеље и преокупације ових људи, Шиба покушава да им помогне, радећи са преданошћу и љубављу која превазилази његову дужност. Тешко је задовољити све и остварити што више у том узаврелом граду и Шиба чини грешке, ношен жељом да постигне и немогуће. Великим напором, градитељи успевају да савладају стихију после пуцања бране, и док прво железо тече из нових пећи, Шиба, смењен због учињених грешака, напушта узаврелу Зеницу.

## Улоге
| Глумац                   | Улога                |
| ------------------------ | -------------------- |
| Велимир Бата Живојиновић | монтер Лука          |
| Драгомир Фелба           | Шарац                |
| Илија Џувалековски       | Шиба                 |
| Јанез Врховец            | инжењер Плавшић      |
| Милош Кандић             | Кико                 |
| Никола Привора           | радник на дизалици   |
| Оливера Марковић         | Риба                 |
| Лела Шимецки             | Марица               |
| Милена Дравић            | Хајра                |
| Мира Сардоч              | Супруга монтера Луке |
| Риста Ђорђевић           |                      |
| Станимир Аврамовић       |                      |
| Никола Гашић             |                      |
| Слободан Велимировић     | Радник у поткошуљи   |
| Тана Маскарели           | Јовицина мајка       |

Комплетна филмска екипа  ▼
| Редитељ                   | Вељко Булајић           |                          |
| Сценариста                | Бруно Барати            | (писац)                  |
| Сценариста                | Вељко Булајић           | (писац)                  |
| Сценариста                | Драгослав Илић          | (писац)                  |
| Сценариста                | Раденко Остојић         | (писац)                  |
| Композитор                | Владимир Краус Рајтерић |                          |
| Директор фотографије      | Крешо Грчевић           | директор фотографије     |
| Монтажер                  | Љерка Станојевић        |                          |
| Сценограф                 | Душан Јеричевић         |                          |
| Уметнички директор        | Жељко Сенечић           |                          |
| Костимограф               | Маја Галасо             | (као Маја Јеричевић)     |
| Одсек за шминку           | Вера Дојчиновић         | шминкерка                |
| Одсек за шминку           | Дује Дупланчић          | шминкер                  |
| Одсек за шминку           | Шукрија Шаркић          | шминкер                  |
| Менаџер продукције        | Ђорђе Маринковић        | директор филма           |
| Менаџер продукције        | Александар Миловановић  | помоћник директора филма |
| Менаџер продукције        | Жарко Павловић          | организатор              |
| Менаџер продукције        | Александар Ракић        | организатор              |
| Помоћник режије           | Раденко Остојић         | помоћник редитеља        |
| Помоћник режије           | Крсто Папић             | помоћник редитеља        |
| Одсек за звук             | Ерик Молнар             | тон мајстор              |
| Одсек за камеру и расвету | Будимир Мађер           | фотограф                 |
| Одсек за камеру и расвету | Миливој Мајнариц        | пратилац камере          |
| Одсек за камеру и расвету | Ивица Рајковић          | пратилац камере          |
| Одсек за камеру и расвету | Миливој Визинтин        | први асистент сниматеља  |
| Одсек за костим           | Борка Субарановиц       | гардеробер               |
| Одсек за монтажу          | Марија Миливојевић      | асистент монтажера       |
| Музички одсек             | Борис Папандопуло       | диригент                 |
| Музички одсек             | Миодраг Петровић Шарло  | музички уредник          |
| Остала екипа              | Нада Недељковић         | секретар режије          |

## Радња
Пула 61' - Велика Златна арена за најбољи филм; Златна арена за сценарио; Посебна похвала жирија Заиму Музаферији; Златна арена глумцу-аматеру